# Groutiella obtusa
Groutiella obtusa là một loài Rêu trong họ Orthotrichaceae. Loài này được (Mitt.) Florsch. mô tả khoa học đầu tiên năm 1964.